# 高則益
高則益（？—？），字汝謙，江西南昌府南昌縣人，民籍，明朝政治人物。

## 生平
嘉靖四十年（1561年）辛酉科江西鄉試第五名舉人。嘉靖四十一年（1562年）中式壬戌科會試第二百五十七名，三甲第一百九十五名進士。歷官禮部精膳司郎中，隆庆六年（1572年）閏二月升廣西布政司左參議，萬曆二年（1574年）十二月提调本省學政，升本省副使，八年正月調四川，八月以违禁驰驿降三级，累升荆州府同知，十四年正月升雲南佥事，升副使。十九年七月調補四川副使，三十四年七月起湖廣副使。

## 家族
曾祖高文簡；祖父高繼耀，推官；父高啟新，知縣。母陳氏。具庆下。兄高則兑；高則巽（贡士）。弟高則颐。